# Bribir (Skradin)
Bribir falu Horvátországban Šibenik-Knin megyében. Közigazgatásilag Skradinhoz tartozik.

## Fekvése
Šibenik központjától légvonalban 21, közúton 30 km-re, községközpontjától légvonalban 14 km-re északnyugatra, Dalmácia középső részén, az 56-os számú főút mentén fekszik.

## Története

### Bribir története a középkorig
Az emberi élet legrégibb nyomait a Pećane nevű helyen találták ezen a vidéken, ahol a paleolitikumból származó tűzkő szerszám került elő. A Bribičica-patakhoz közeli termékeny mezőn található Krivače egy újkőkori település maradványaival, míg a Dola nevű helyen több őskori tűzrakóhely nyomát találták. Ez a termékeny mező nyugaton egészen Ostrovicáig nyúlik. Ennek a mezőnek és a sziklás Bukovica-fennsík találkozásánál emelkedik a háromszáz méter magasságú, tágas Bribirska glavica nevű magaslat, melynek területe meghaladja a hetvenezer négyzetmétert. Ez a közvetlenül a mai Bribir felett fekvő terület az ország egyik legjelentősebb régészeti lelőhelye, mely valószínűleg már a kőkorszakban is, de legkésőbb az i. e. 1. évezred kezdetén lakott hely volt. Az ókorban az illír törzsek kialakulása idején a tengerparthoz közeli területeket a liburnok szállták meg, akiknek egyik legjelentősebb központjuk Varvaria erődített városa volt. A liburn szállásterület legdélibb pontja a mai Skradin helyén állt Scardona volt, onnan délre már a dalmát törzs területe húzódott. A rómaiak az itt talált települést még jobban megerősítették és municipium rangjára emelték. A római kultúra és építészet számos nyomot hagyott a Bribirska glavicán, ahol számos ókori épület, erődítés, cseréptöredék, eszköz, pénzérme és üvegtárgy került elő. A kora keresztény időben Varvaria egyházi szempontból a scardonai püspökség irányítása alá tartozott.

### Bribir a középkorban
A Római Birodalom bukását megelőző és az azt követő időben a népvándorlás korában az itteni lakosság nehéz időket élt át. Ennek a mozgalmas időszaknak a 7. században a horvátok betelepülése vetett véget, akik kezdetben még pogányok voltak, de a 9. századra már áttértek a keresztény hitre. Megalapították a horvát fejedelemséget és az ókori Varvaria romjain felépítették Bribir várát, mely egyben az első horvát közigazgatási egységek a zsupánságok (megyék) egyikének a névadója lett. A zsupánság létezésének első bizonyítékát Bíborbanszületett Konstantin bizánci császárnak a birodalom kormányzásáról írt 10. századi művében találjuk, melyben a horvát zsupánságok között „Berber” zsupánságot is megemlíti. A Bribirska glavicán előkerült sírok mellékleteik alapján azok a 9. század elejétől keltezhetők. A sírokra jellemző, hogy azok a temetés idején napkelte irányában voltak tájolva. Ez a temetési mód Horvátország területén a 8. század közepétől a 11. század elejéig volt jellemző. A mellékletek között, főként ékszerek, a ruházat fémből készült részei és a halott használati tárgyai voltak megtalálhatók. A korai horvát állam idejében a templomok gyakran kör alaprajzúak voltak. Az 1980-as évek közepén végzett régészeti feltárások során is egy ilyen 9. és 11. század közötti hatapszisos körtemplom alapfalait találták meg. Az alapfalak között egy ókori szarkofágokat befogadó sírboltot találtak óhorvát sírokkal. A feltárás különlegessége volt, hogy az óhorvát maradványok a mai szerb pravoszláv temető területére estek. Emiatt később a temetőnek ezt a részét betonfallal kerítették el. A 12. századtól Bribir vára a Šubić család birtoka lett, melyről a család felvette a bribiri előnevet. 

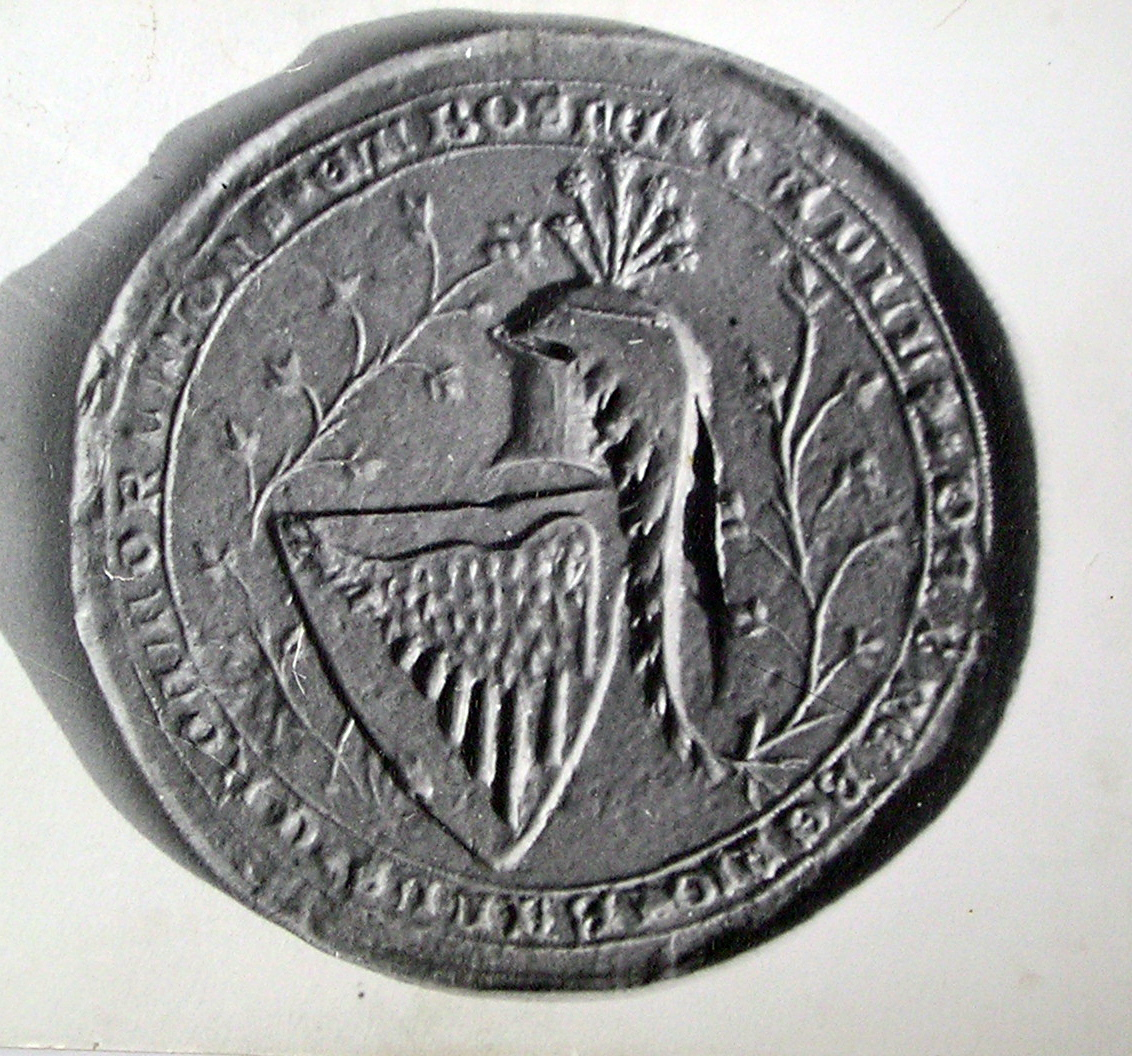
bribiri Šubić I. Pál gróf pecsétje a 14. századból.

 A család már a 11. században a horvát nemzeti királyok idején is szerepel az adománylevelekben, hatalmának kezdete azonban a 13. századtól számítható, amikor 1251-ben IV. Béla magyar király a bribiri grófi címet adományozta nekik. Hatalmuk csúcspontját a 13. század végén és a 14. század elején Šubić I. Pál gróf (1245-1312) idejében érték el akinek uralma kiterjedt Split, Trogir, Šibenik, Omiš városokra, viselte a horvát báni címet és Bosznia területe felett is rendelkezett („banus Croatorum et tocius Bosnae dominus”). A régészeti feltárások gazdag leletei  is, az erős falak és templomok bizonyítják, hogy Bribir vára ebben az időben az ország legjelentősebb erősségei közé tartozott.
Legjelentősebb épülete az I. Pál gróf által a 13. század második felében építtetett, a ferences kolostor épületegyütteséhez tartozó háromhajós Szűz Mária bazilika volt. A feltárások során megtalálták a bazilika sírboltját, ahol sastollal a család jelképével díszített faragott követ találtak. Ez azt jelenti, hogy a család több tagja, köztük a templom építtetője  is ide temetkezhetett. Pál utódja II. Mladen gróf idejében a család hatalma már némileg gyengült, Bribir azonban továbbra is a család székhelye maradt. 1347-ben amikor II. Pál gróf Ostrovica várát a szlavóniai Zrinre cserélte a bribiri grófok hatalma is megtört. 1456-ban II. Jakab gróf halálával kihalt a bribiri grófok itteni, fő ága. A Šubićok itteni uralmának a török vetett véget, amely 1523-ban elfoglalta és lerombolta Bribir várát. A vár többé már nem épült újjá. 1574-ben a betelepült pravoszláv hívek ide építették fel új templomukat, mely mellett temetőt létesítettek.

### Bribir története napjainkig
A török uralom a 17. század végén ért véget, mely után velencei uralom következett. Ezután a Boszniából  1686 és 1689 között betelepülő pravoszláv vlach lakosság többé már nem a középkori Glavicára, hanem ez alá, a hegy lábához építkezett. A betelepítést azonban nem a föld birtokosai, hanem a katonai hatóságok irányították. Ezért nem csoda, hogy vitához vezetett a föld birtokosa Frangepán Miklós és a vlachok között, hogy engedélye nélkül az ő földjére települtek. A falu 1797-ben a Velencei Köztársaság megszűnésével a Habsburg Birodalom része lett. 1806-ban Napóleon csapatai foglalták el és 1813-ig francia uralom alatt állt. Napóleon bukása után ismét Habsburg uralom következett, mely az első világháború végéig tartott. A településnek 1857-ben 396, 1910-ben 550 lakosa volt. Az I. világháború után rövid ideig az Olasz Királyság, ezután a Szerb-Horvát-Szlovén Királyság, majd Jugoszlávia része lett. 1991-ben lakosságának 94 százaléka pravoszláv szerb volt. Még ez évben lakói csatlakoztak a Krajinai Szerb Köztársasághoz. Ebben az időszakban a Bribirska glavica horvát régészeti emlékei is károkat szenvedtek, a hegyen ágyúsütegek álltak, számos leletet elvittek. 1995 augusztusában a "Vihar" hadművelet során a horvát hadsereg foglalta vissza a települést. Szerb lakói elmenekültek. A településnek 2011-ben 103 lakosa volt.

## Lakosság
| Lakosság változása | Lakosság változása | Lakosság változása | Lakosság változása | Lakosság változása | Lakosság változása | Lakosság változása | Lakosság változása | Lakosság változása | Lakosság változása | Lakosság változása | Lakosság változása | Lakosság változása | Lakosság változása | Lakosság változása | Lakosság változása |
| ------------------ | ------------------ | ------------------ | ------------------ | ------------------ | ------------------ | ------------------ | ------------------ | ------------------ | ------------------ | ------------------ | ------------------ | ------------------ | ------------------ | ------------------ | ------------------ |
| 1857               | 1869               | 1880               | 1890               | 1900               | 1910               | 1921               | 1931               | 1948               | 1953               | 1961               | 1971               | 1981               | 1991               | 2001               | 2011               |
| 396                | 590                | 405                | 440                | 459                | 550                | 630                | 663                | 680                | 723                | 706                | 580                | 568                | 549                | 79                 | 103                |

## Nevezetességei
- Bribirska glavica[4] régészeti lelőhely a középkori Bribir maradványaival. Az első feltárások 1908-tól kezdődtek a horvát régészet atyjának Lujo Marunnak a vezetésével és kisebb megszakításokkal lényegében a mai napig tartanak. Eddig a teljes héthektáros területnek mintegy ötödét sikerült feltárni. A délszláv háború idején a Bribirska glavicán a szerb felkelők ágyúsütegei állottak, ahonnan Vodice és Šibenik térségét támadták. A Vihar hadművelet során 1995 augusztusában még a horvát hadsereg ideérkezte előtt a szerbek számos régészeti leletet megrongáltak, vagy elraboltak. 2005-től az Európai Unió a CARDS program keretében finanszírozza a régészeti feltárásokat, a lelőhely felújítását és védelmét. 2014-től a Varvaria-Breberium-Bribir projekt keretében a spliti régészeti múzeum, a sydney Macquarie egyetem és a šibeniki városi múzeum munkatársai folytatják a feltárásokat.
- A Bribirhez tartozó Otresben, a Crkvina lelőhelyen egy ószláv egyhajós templomot[5] fedeztek fel, félköríves apszissal. Liturgikus berendezés töredékeit is megtalálták. A templom körül régi szláv sírokat tártak fel, melyek leletei között fülbevalók, gyűrűk, pénz és kerámiák is voltak.
- Szent Joachim és Szent Anna tiszteletére szentelt szerb pravoszláv temploma 1574-ben épült. A templom szintén a Bribirska glavicán, közvetlenül a régészeti lelőhely mellett áll. Kőből épített egyhajós épület, homlokzata felett pengefalú harangtoronnyal, benne két haranggal. Szentélye félköríves apszisban záródik. A templom mellett egy zömök, háromemeletes különálló harangtorony is áll. A templom körül található a falu temetője. Az épület belül csaknem üres, ikonosztáza hiányosan áll.

## Fordítás
Ez a szócikk részben vagy egészben  a   Bribir (Skradin) című horvát Wikipédia-szócikk ezen változatának fordításán alapul.  Az eredeti cikk szerkesztőit annak laptörténete sorolja fel. Ez a jelzés csupán a megfogalmazás eredetét és a szerzői jogokat jelzi, nem szolgál a cikkben szereplő információk forrásmegjelöléseként.